# Napoléon auf dem Schlachtfeld von Preußisch-Eylau

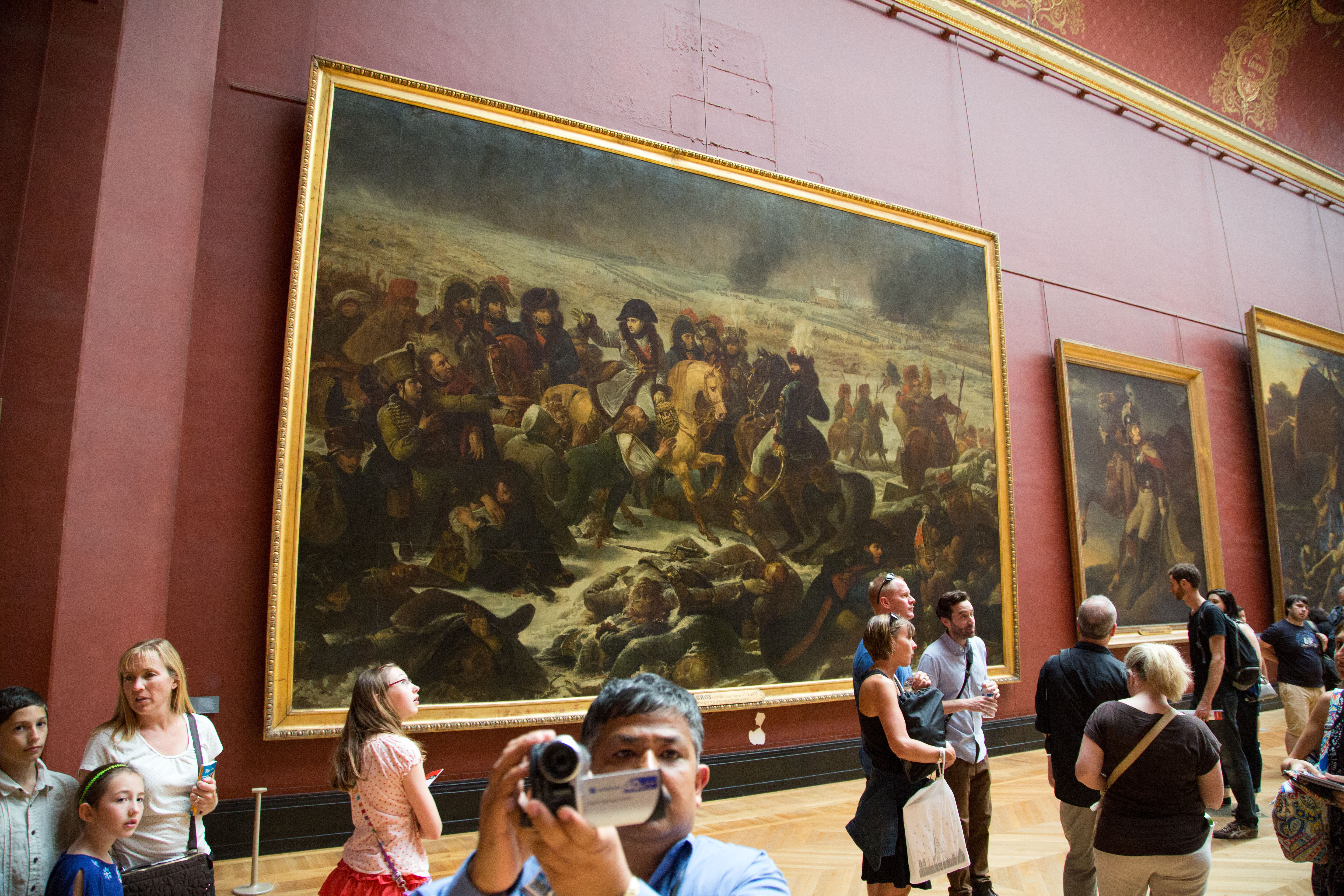
Präsentation im Louvre, die die Größe des Bildes veranschaulicht

Napoléon auf dem Schlachtfeld von Preußisch-Eylau (Originaltitel: Napoléon sur le champ de bataille d’Eylau) ist ein großformatiges Historienbild und Hauptwerk des französischen Malers Antoine-Jean Gros aus dem Jahr 1808. Das Auftragswerk der kaiserlichen französischen Regierung sollte die verlustreiche Schlacht bei Preußisch Eylau mit präzisen Anweisungen an den Künstler, was die Darstellung betraf, propagandistisch positiv für Frankreich darstellen. Das Gemälde ist im Pariser Louvre ausgestellt.

## Historischer Hintergrund
Nach der Schlacht bei Preußisch Eylau vom 8. Februar 1807 im Vierten Koalitionskrieg waren auf beiden Seiten zwar große Verluste zu beklagen, aber am Ende der Schlacht gab es keinen eindeutigen Sieger. Die Koalition zog sich zurück, aber Napoleons Truppen waren zu geschwächt, um nachzusetzen. Natürlich sollte für propagandistische Zwecke Frankreich als Sieger dastehen. Und dafür sollte ein Bild nach klaren Vorgaben gemalt werden, wie es sich Napoleon wünschte. Bereits fünf Wochen nach der Schlacht veröffentlichte Dominique-Vivant Denon, der kaiserliche Kulturminister, die Vorgaben für das Bildprogramm in den Zeitungen, damit ein Wettbewerb beginnen konnte. Dieser Wettbewerb sah für den Sieger 16.000 Francs vor. Die Vorgaben für das Bild waren präzisiert:
- großes Format.
- keine Schilderung des eigentlichen Kampfes, weil „alle Schlachten einen ähnlichen Charakter aufweisen“.[1]
- darzustellen war der Tag nach der Schlacht, „als der Kaiser das Schlachtfeld aufsuchte, um den ehrbaren Opfern der Kämpfe unterschiedslos Hilfe und Trost zu bringen“.[1]

Die an dem Wettbewerb teilnehmenden Künstler hatten die Gelegenheit, im Musée Napoléon (heute der Louvre) eine Zeichnung zu studieren, auf der geografische Angaben und die von Dominique-Vivant Denon gewünschten Personengruppen zu sehen waren. Gewollt war also nicht die Darstellung der angeblich siegreichen Franzosen, sondern die Humanität des Kaisers ganz im Sinne der Französischen Revolution. Hierbei wurde der Sieg als selbstverständlich vorausgesetzt. Die Darstellung der Humanität Napoleons war detailliert vorgeschrieben:

„Der Kaiser hält nach jedem Schritt bei einem Verletzten, lässt ihn durch einen Dolmetscher in seiner Sprache befragen, trösten und medizinisch versorgen.“

Sinn der Aktion war, Informationen über das Gemetzel von Preußisch-Eylau im Bewusstsein der Öffentlichkeit zu unterdrücken. Daher sollten keine französischen Opfer gezeigt werden, sondern nur die der Feinde, also der Russen und der Preußen. Damit erschien Napoleons Sieg umso heldenhafter. Die Geschichtsverfälschung sollte mit einem Historienbild legitimiert werden, denn die Realität der Schlacht sah anders aus – es gab keine medizinische Versorgung gegnerischer Verwundeter. Tausende erfroren nach der Schlacht bei Temperaturen bis zu −30° C.
Am Wettbewerb beteiligten sich 26 Maler, darunter jedoch nicht unmittelbare Konkurrenten von Gros, wie François Gérard und Anne-Louis Girodet-Trioson, beide wie Gros Schüler von Jacques-Louis David, die nicht auf die Ausschreibung reagierten. Antoine-Jean Gros war daher von vornherein der Favorit und gewann den Wettbewerb. Alle eingehenden Entwürfe wurden öffentlich ausgestellt. Mitte Juni 1807 begann die Jury aus Mitgliedern des Institut National des Sciences et Arts, heute Institut de France mit der Begutachtung. Gros kannte Napoleon bereits früher. Zu Beginn der jakobinischen Terrorherrschaft ging er nach Italien und begegnete Napoleon 1796 nach der Schlacht bei Arcole. Er stellte ein heldenhaftes Porträt des Generals her (Museum Schloss Versailles) und ging wieder nach Frankreich zurück, als Napoleon 1799 an die Macht kam. Weitere Bilder zum Thema Ägyptische Expedition folgten, darunter das Bild Bonaparte besucht die Pestkranken von Jaffa am 11. März 1799 (Louvre, Paris). Dieses Bild zeigt Napoleon bereits als einen Menschen der Humanität, trotz der eigens betonten Ansteckungsgefahr. Es fand daher großen Zuspruch des Publikums und seines Auftraggebers Napoleon, der erkannte, dass ein gutes Bild in der Öffentlichkeit Niederlagen in einen Sieg verwandeln konnte, denn auch der Ägyptenfeldzug war ein Fehlschlag gewesen. Elemente der Komposition, besonders die Gestaltung des Vordergrundes mit sterbenden Pestkranken, wiederholten sich im Bild der Schlacht bei Preußisch-Eylau. Durch die öffentliche Ausstellung und Besprechung der Entwürfe und der Preisverleihung an Gros war also nach kaum vier Monaten das militärische Debakel von Preußisch-Eylau nahezu vergessen. 1809 wurde das Gemälde von Antoine-Jean Gros im Pariser Salon gezeigt. Napoleon würdigte bei der Preisvergabe den Maler für dieses Werk mit dem Kreuz der Ehrenlegion.

## Künstler des Wettbewerbs und ähnliche Gemälde
Dieser Wettbewerb war nicht der erste, der den Ruhm des Kaisers Napoleon befördern sollte. Dominique-Vivant Denon hatte bereits 1806 etwas Ähnliches veranstaltet. Weiterhin sollten Salons alle zwei Jahre aufwändige Gemälde ausstellen, auf denen die militärischen Aktionen, ausschließlich vermeintliche Erfolge, bildnerisch positiv dargestellt werden sollten. Seit der Französischen Revolution nutzte der Staat die Historienmalerei, um sie für seine Zwecke einzuspannen. Für den Wettbewerb 1807 bewarben sich 26 Maler um diesen Auftrag: Bosselman, Adolphe Eugene Gabriel Roehn (1780–1867, erhielt eine Médaille d’or im Wettbewerb), J. Rigo, Pierre Bouillon (1776–1831), Antionette Gensoul-Desforets, Jean-François Dunant, Legrand, Charles Brocas (1774–1835, erhielt eine Médaille d’or im Wettbewerb), Jacques-Augustin-Catherine Pajou, Ris, Alexandre Veron-Bellecourt (1777–1849), Benjamin Zix, Laurent Dabos (1761–1835), Charles Thévenin, Charles Meynier (der Zweitplatzierte), Tisserant (oder Tisserand), Jean-Baptiste Debret, Louis Hersent, Marie-Nicolas Ponce-Camus (1778–1839), Pierre-Auguste Vafflard (1777–1837), Jean-Marc Lafon[d], Juhel, Antoine-François Callet, Jean-Pierre Franque (1774–1860) und Gros.
- Napoléon sur le champ de bataille d’Eylau, le 9 février 1807 von Charles Meynier, 1807 Öl auf Leinwand 93 × 146 cm Objekt: MV 8128 Schloss Versailles[10]
- Napoléon visite le champ de bataille de Preuss-Eylau von Auguste Raffet (1804–1860) Lithografie; Musée municipal, La Roche-sur-Yon[11]

## Entwurf 1807
Im J. Paul Getty Museum in Los Angeles befindet sich unter der Objektnummer „83.GG.361“ seine Skizze aus dem Jahr 1807 zu diesem Gemälde, die als Zeichnung mit schwarzer und dunkelbrauner Tinte auf Graphit ausgeführt wurde und die Abmessungen 27 × 44,8 cm hat. Es handelt sich möglicherweise eine Vorskizzierung zu dem Entwurf in Öl, den Gros für diesen Wettbewerb einreichte. Er setzte dabei die Vorgaben des Museumsdirektors um, den Kaiser zu zeigen, wie er das Schlachtfeld überblickt und seine Truppen anweist, den Verwundeten zu helfen. Ein verwundeter litauischer Soldat sollte dabei gezeigt werden, wie er dem Kaiser für diese Gnade seine Treue schwört. Gros skizzierte seine ersten Ideen mit Bleistift und verstärkte die Umrisse in dicker schwarzer Tinte. Kaiser Napoleon ist in der Mitte der Szene platziert, indem er zwischen die Verwundeten und Sterbenden reitet. Das für den Wettbewerb eingereichte kleinere Ölbild mit abweichenden Einzelheiten befindet sich heute im Toledo Museum of Art in Toledo, USA.

## Beschreibung

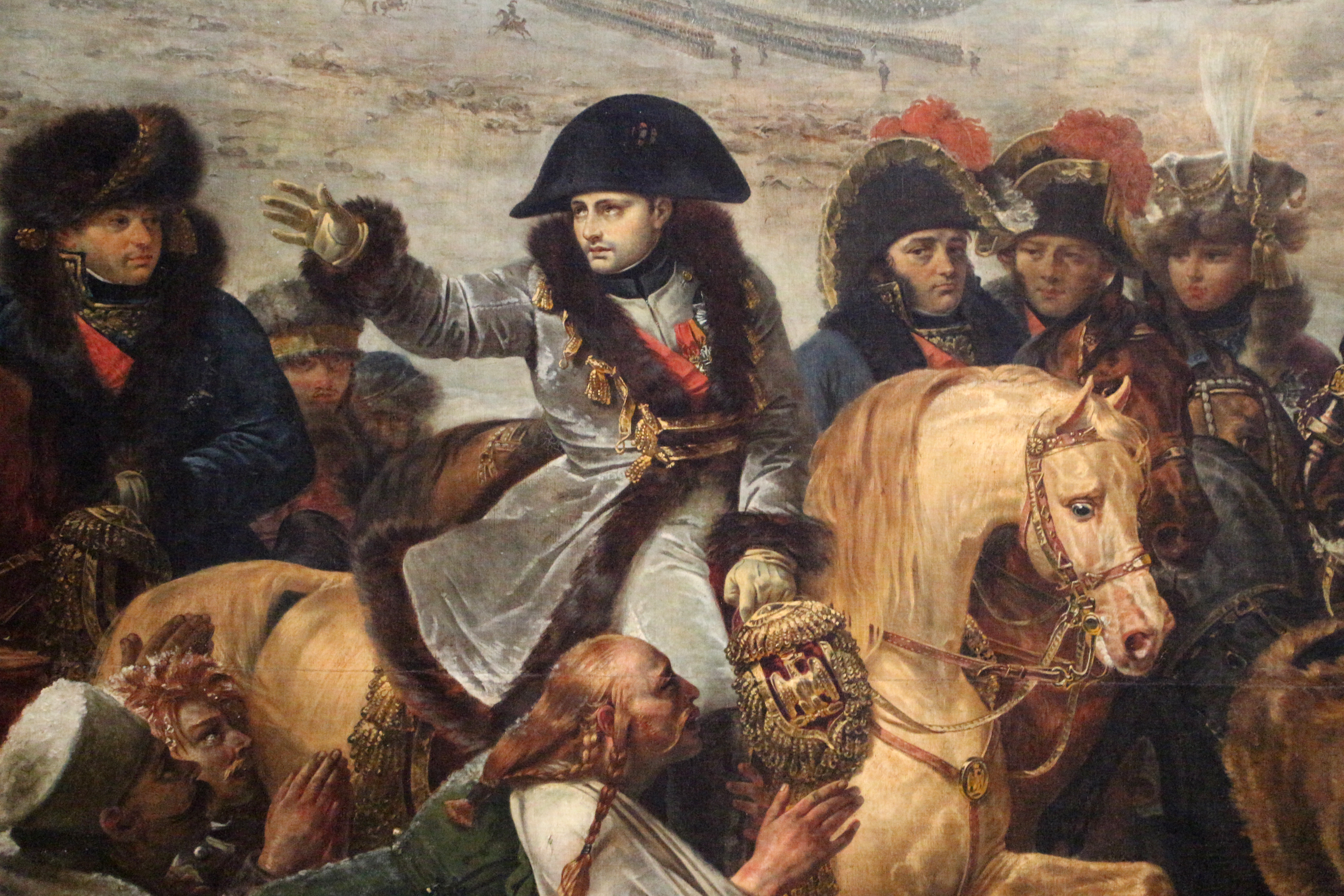
Detail mit dem russischen Offizier, der Napoleons Wappen küssen will

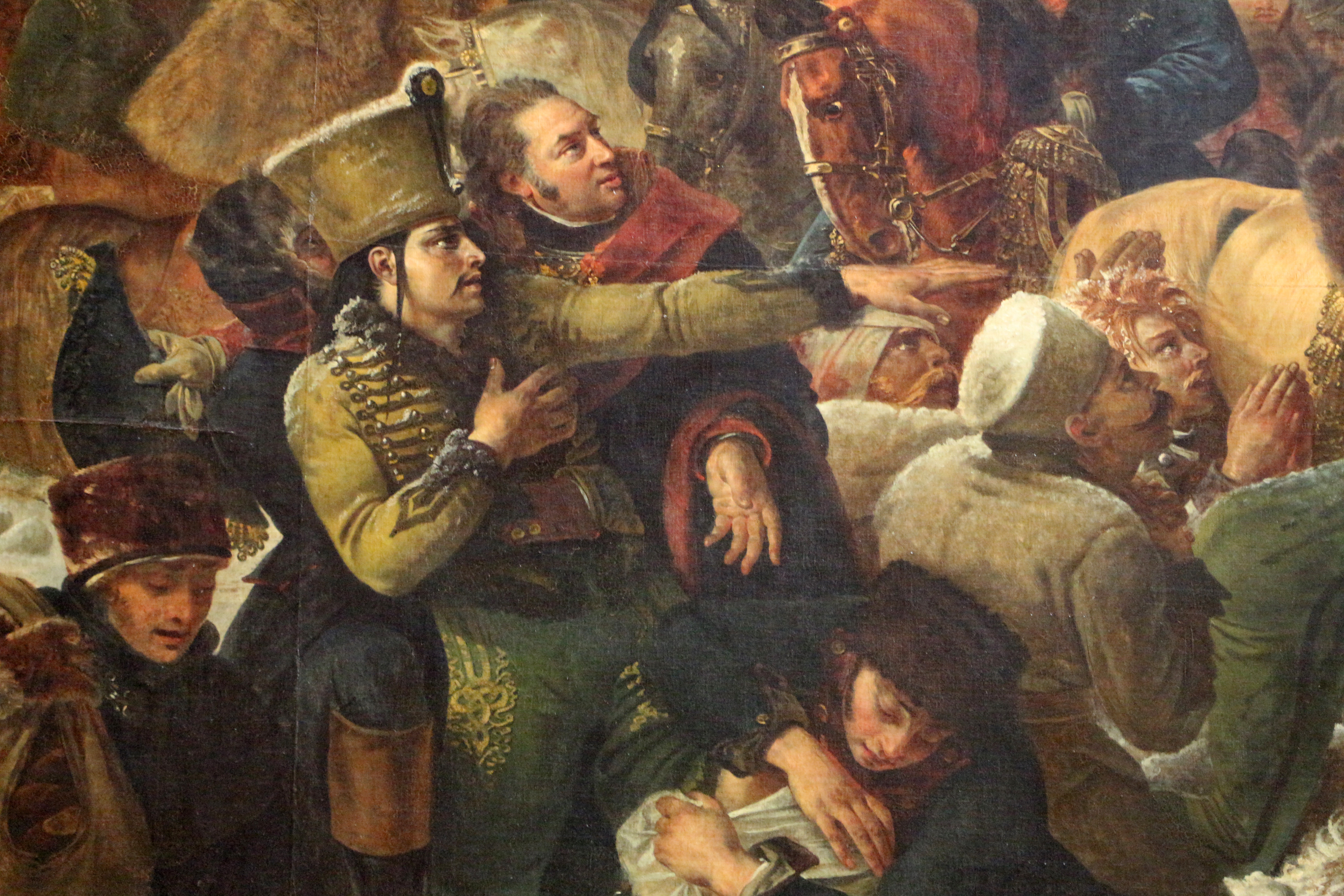
Treueschwur eines litauischen Soldaten auf den Kaiser

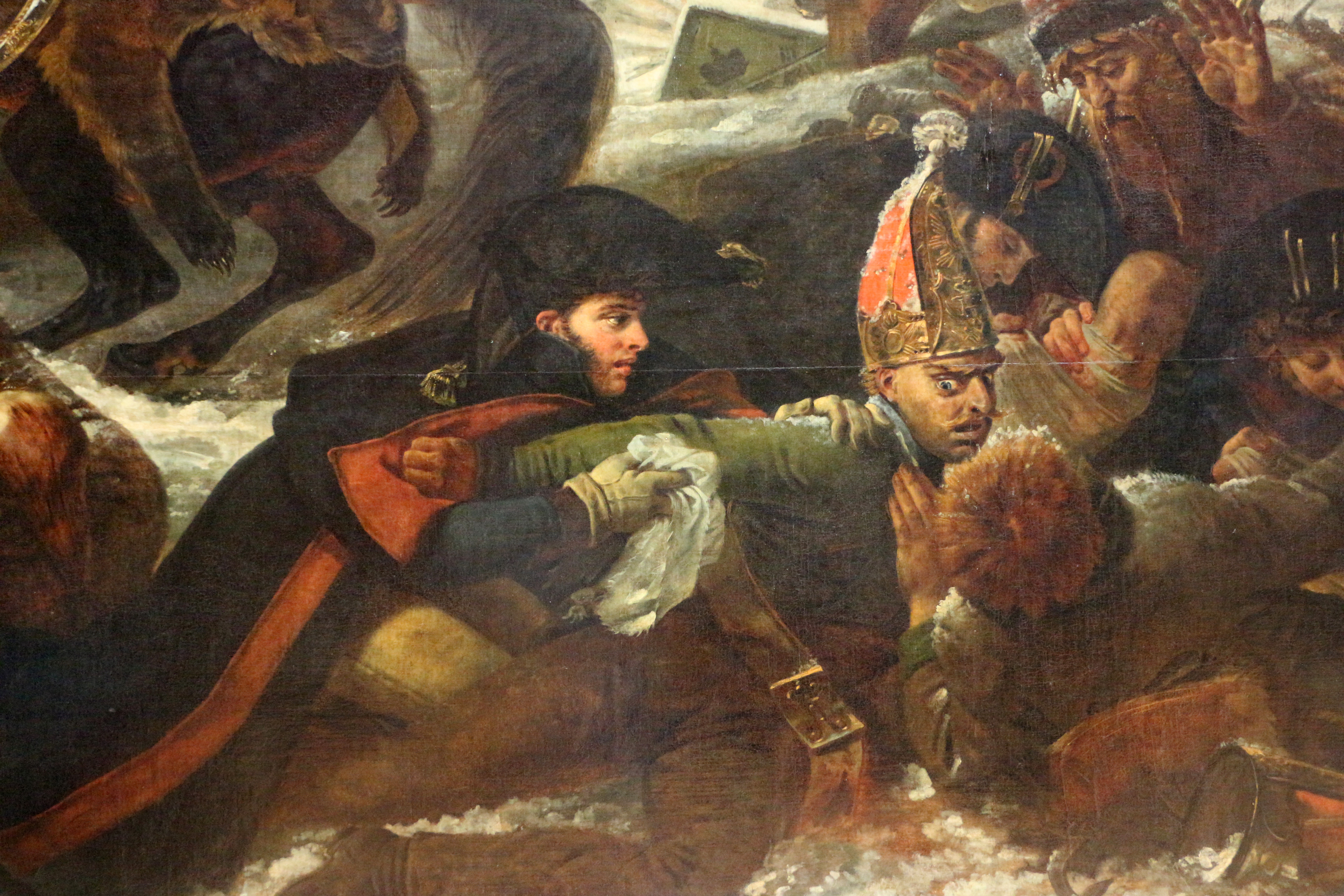
Bildausschnitt mit dem entsetzt blickenden Soldaten

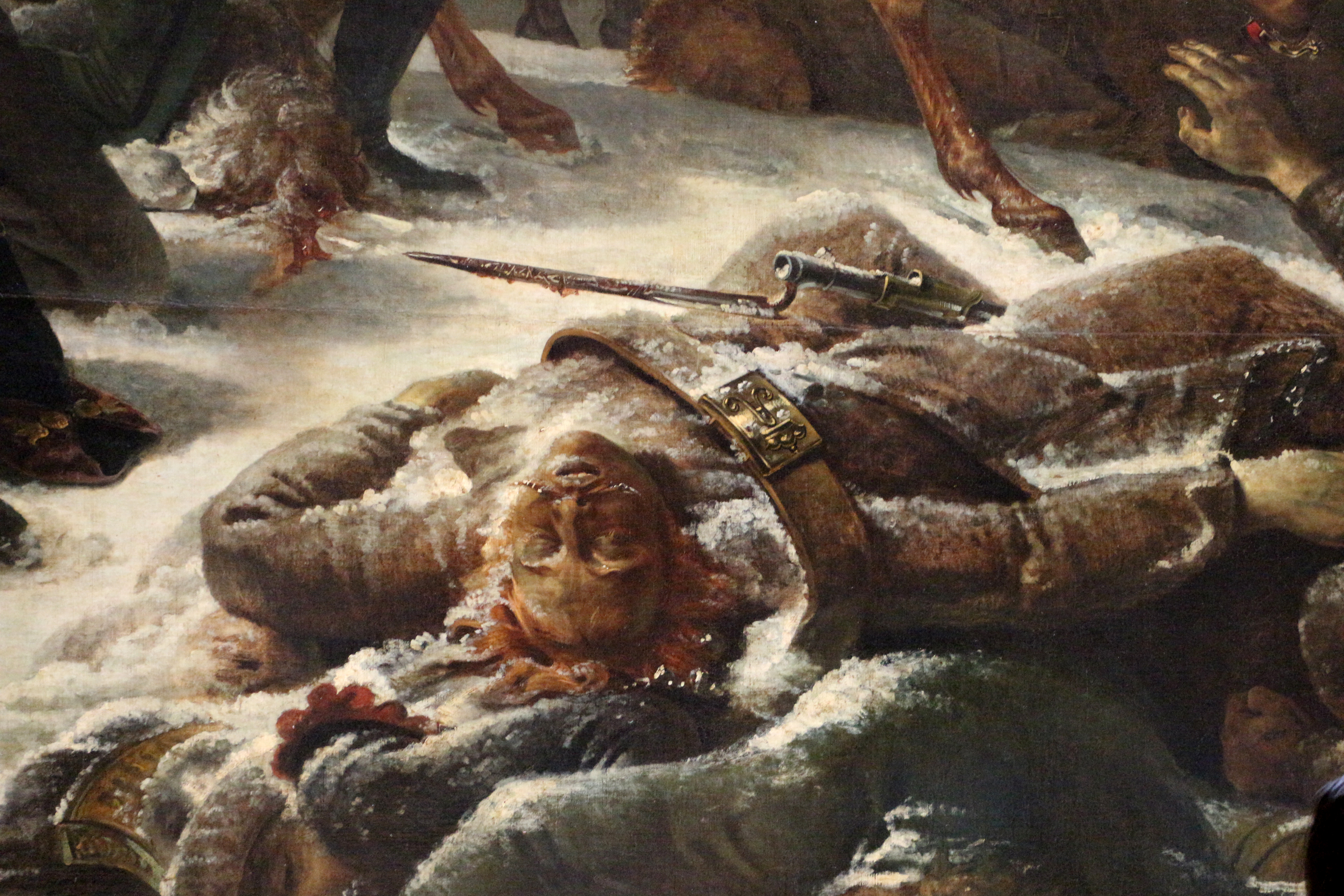
Von Neuschnee bedeckter russischer Gefallener im Vordergrund des Bildes

Das von Gros für den Louvre hergestellte Gemälde hat das Format 521 × 784 cm und ist in der Maltechnik Öl auf Leinwand ausgeführt. Sein für den Wettbewerb eingereichter Entwurf von 1807 war ein Ölbild mit dem Format 105 × 145 cm, das sich heute im Toledo Museum of Art in Toledo, USA, befindet.
Im Mittelpunkt des Werkes befindet sich Napoleon, reitend auf seinem kleinen Araberhengst Vizir – das Pferd mit aufgerissenen Augen. Der Kaiser trägt einen (wenig militärisch wirkenden) seidenen Mantel mit Pelzbesatz und den üblich quergetragenen Zweispitz. Im Vordergrund des Bildes liegen Tote, Sterbende und Verletzte. Rechts der drei russischen Toten, unterhalb des rechten Vorderhufs des Pferdes, erhebt ein verwundeter Soldat seinen rechten Arm und deutet auf Napoleon. Rechts davon wird ein blutender Russe, mit entsetztem Blick, von einem französischen Sanitäter zurückgehalten, um medizinisch versorgt zu werden. Am rechten Bildrand wird ein Russe mit erhobenen Armen am Bein behandelt. Darüber heben zwei Franzosen einen ungläubig blickenden, verwundeten Gefangenen auf ein Pferd. Rechts von Napoleon wartet General Joachim Murat auf seinem mit einem Bärenfell geschützten Rappen offensichtlich auf Anweisungen. Napoleon blickt grüßend oder segnend zurück auf einen besiegten litauischen Husaren. Dieser Mann deutet mit seinem linken Arm auf den Kaiser, während er die Rechte auf sein Herz legt, um dem Kaiser seine unbedingte Gefolgschaft zu schwören. Sein verletztes linkes Bein wird währenddessen von einem Sanitäter versorgt. Links neben dem Litauer, den Blick zum Kaiser gerichtet, steht Pierre-François Percy, Napoleons Militärarzt und Chefchirurg. Vier kniende russische Soldaten flehen um Gnade. Einer von ihnen, ein Offizier mit langen blonden Haaren und Zöpfen, umfasst Napoleons Stiefel und scheint die Gnade des französischen Kaisers erkannt zu haben, denn er wird das Wappen des siegreichen Herrschers am Sattel küssen. Links und rechts hinter dem Kaiser befindet sich, wie in der Ausschreibung gefordert, der militärische Stab. Links hat Antoine-Jean Gros Louis-Alexandre Berthier, Jean-Baptiste Bessières und Armand de Caulaincourt porträtiert und rechts Nicolas Jean-de-Dieu Soult, Louis-Nicolas Davout und Joachim Murat.
Im Hintergrund des Bildes sind Reihen von gefallenen Soldaten zu erkennen; rechts davon Gefangene, die abgeführt werden. In langen Reihen – bis zu den noch brennenden Ruinen – ist das neu aufgestellte französische Heer zu erkennen. Die Kirche von Preußisch-Eylau ist unversehrt; dort werden die Pferde versorgt. Das hier im Mittelpunkt stehende Motiv kaiserlicher Milde lateinisch clementia war bereits aus der Antike bekannt. Die kaiserlichen Soldaten zeichnen sich durch zivilisatorische Tugenden aus, da sie den verwundeten feindlichen Soldaten medizinische und humanitäre Hilfe leisten. Sie geben den Verletzten Nahrung und Decken oder verbinden ihre Wunden.